# تام کلی (عکاس)
تام کلی سینیور (انگلیسی: Tom Kelley Sr.؛ ۱۲ دسامبر ۱۹۱۴ – ۸ ژانویهٔ ۱۹۸۴) عکاس آمریکایی بود که در دهه‌های ۱۹۴۰ و ۱۹۵۰ از چهره‌های مشهور هالیوود عکاسی می‌کرد. او بیشتر به‌خاطر عکس‌های برهنهٔ نمادین خود از مریلین مونرو در سال ۱۹۴۹، که به‌طور گسترده‌ای به‌عنوان هنر تقویمی توزیع می‌شد – که یکی از آنها در شمارهٔ نخست مجلهٔ پلی‌بوی در سال ۱۹۵۳ منتشر شد – شناخته می‌شود. او برای عکاسی فقط ۵۹ دلار به مریلین مونرو پرداخت کرد.

## زندگی‌نامه
کلی در فیلادلفیا، پنسیلوانیا به دنیا آمد. او عکاسی را به عنوان شاگرد در یک استودیوی عکاسی در نیویورک آموخت و سپس در آسوشیتد پرس و مجلهٔ تاون اند کانتری مشغول به کار شد. کلی پس از نقل مکان به کالیفرنیا در سال ۱۹۳۵ یک استودیوی عکاسی در هالیوود تأسیس کرد و به تولید عکس‌های تبلیغاتی از ستارگان سینما مشغول شد. دیوید او. سلزنیک و ساموئل گلدوین کلی را سر کار نگه داشتند تا برای تبلیغات و چاپ بر روی جلد مجلات، از ستاره‌های آنان عکس‌های تبلیغاتی بگیرد. بعدها، کسب و کار کلی به عکاسی تجاری و تبلیغاتی تبدیل شد.
برخی از مشهورترین سوژه‌های عکس‌های کلی عبارتند شامل گری کوپر، گرتا گاربو، جیمز کاگنی، کلارک گیبل، وینستون چرچیل، باب هوپ، مارلنه دیتریش، جوآن کراوفورد، جک بنی، دیوید بویی، جان اف. کندی، دوایت دی. آیزنهاور، فرانکلین دی. روزولت، یاما سوماک و البته مریلین مونرو، با لباس و بدون لباس می‌شدند. تام کلی روشی برای القای احساس راحتی به سوژه‌های خود هنگام عکاسی داشت. او همسرش را با خود به صحنه‌های خود می‌آورد تا فضایی آرام‌تر برای سوژه‌ها ایجاد کند.